# Trsteno (żupania dubrownicko-neretwiańska)

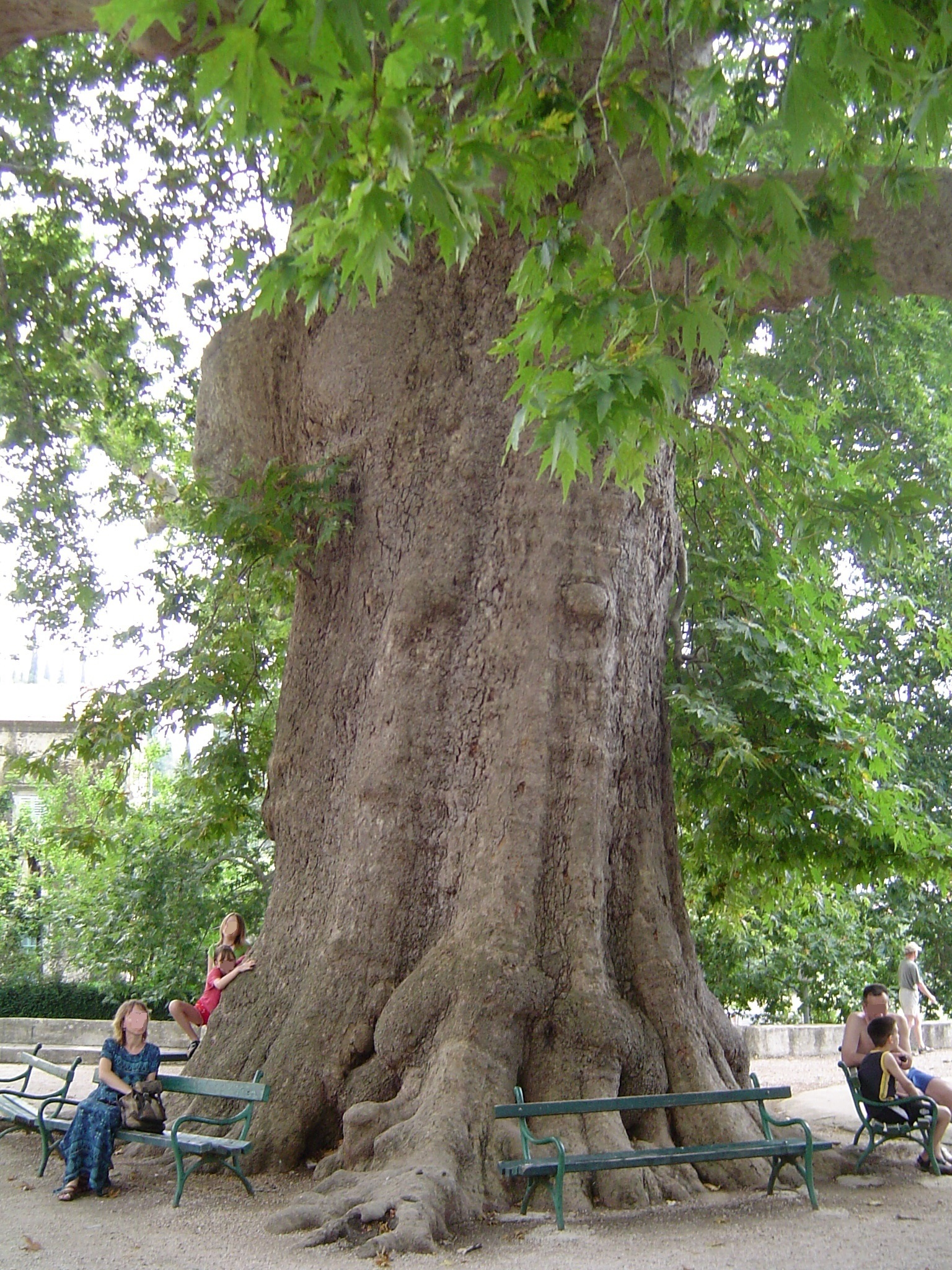
Platan w Trstenie

Trsteno – wieś w Chorwacji, w żupanii dubrownicko-neretwiańskiej, w mieście Dubrownik. W 2011 roku liczyła 222 mieszkańców.
Położona na stromej skarpie, z widokiem na wyspę Lopud. Atrakcyjne położenie przyciągało na wyspę dubrownickich dygnitarzy, którzy stawiali tu swoje posiadłości. W 1502 roku powstała rezydencja Iwana Gučetica otoczona dużym ogrodem. Do ogrodu sprowadzano egzotyczne okazy drzew i krzewów i w ten sposób powstało arboretum uważane za najpiękniejsze w całej Europie. W sezonie letnim arboretum wykorzystywane jest jako sceneria filmowa, przy produkcji serialu Gra o Tron. W ścisłym centrum rosną dwa 500-letnie platany. Większy z nich stanowi jeden z największych okazów europejskich (ponad 60 metrów wysokości, 13 metrów obwodu i 6 metrów średnicy. Został przywieziony znad Bosforu i zasadzony na początku XV wieku. W miejscowości znajduje się kaplica świętego Hieronima, a na tyłach budynku fontanna z 1736 roku przedstawiająca Neptuna z nimfami. W górnej części miasta znajduje się kościół świętego Wita, z masywną wieżą i okienkami z każdej strony.